# Bruce Fraser

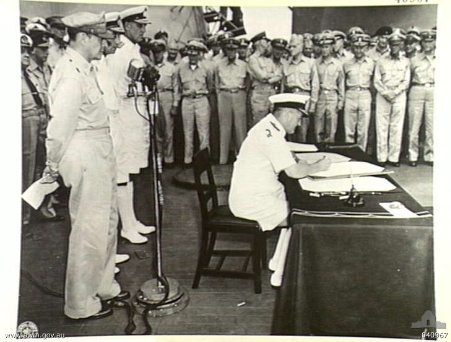
Adm. Bruce Fraser podpisuje kapitulację Japonii w imieniu Wielkiej Brytanii na pancerniku "Missouri"

Bruce Austin Fraser (ur. 5 lutego 1888 w Acton w hrab. Middlesex, zm. 12 lutego 1981 w Londynie) – brytyjski oficer Królewskiej Marynarki Wojennej podczas II wojny światowej, Admiral of the Fleet (1948).

## Życiorys

### Początek kariery
Bruce Fraser wstąpił do Royal Navy jako kadet 15 stycznia 1904. Szybko dał się poznać jako młody, pełen potencjału żołnierz. 15 marca 1907 awansował na porucznika marynarki, a równo rok później na kapitana marynarki. Swoją służbę w tych rangach spędził w większej części we flotach operujących na kanale La Manche i Morzu Śródziemnym.
Do Home Fleet powrócił w sierpniu 1910 służąc na HMS „Boadicea” aż do końca lipca następnego roku. 31 sierpnia 1911 wstąpił do HMS „Excellent” (szkoły artyleryjskiej Royal Navy na Whale Island w zatoce Portsmouth), gdzie rozpoczął kształcenie w specjalności kapitana artylerii.
W czasie I wojny światowej uczestniczył w walkach o Dardanele. W 1920 był więziony przez bolszewików w Baku.

### II wojna światowa
Bruce Fraser był głównodowodzącym Home Fleet w późniejszym etapie wojny morskiej w Europie, podczas którego Royal Navy zatopiła niemiecki pancernik „Scharnhorst” w czasie potyczki w pobliżu Przylądka Północnego w grudniu 1943. Miało to miejsce w chwili, gdy siły Frasera eskortowały konwój do Murmańska w ZSRR.
Po służbie w Home Fleet, latem 1944, objął dowództwo nad Brytyjską Flotą Pacyfiku. W odróżnieniu od Home Fleet dowodzenie siłami na Pacyfiku sprawował na odległość – z wybrzeża Australii. Fraser wziął udział w bitwie o Okinawę i ostatecznej operacji na Wyspach Japońskich.
Bruce Fraser był brytyjskim sygnatariuszem kapitulacji Japonii 2 września 1945.

### Okres powojenny
Po wojnie, w 1946 został nadany mu tytuł szlachecki, a 22 października 1948 został mianowany na stopień Admiral of the Fleet.

## Odznaczenia
- Krzyż Wielki Orderu Łaźni (Grand Cross Order of the Bath, 5 stycznia 1944)
- Krzyż Komandorski z Gwiazdą Orderu Łaźni (Commander Order of the Bath, 2 czerwca 1943)
- Krzyż Komandorski Orderu Łaźni (Companion Order of the Bath, 2 stycznia 1939)
- Krzyż Komandorski z Gwiazdą Orderu Imperium Brytyjskiego (Knight Commander Order of the British Empire, 1 lipca 1941)
- Krzyż Oficerski Orderu Imperium Brytyjskiego (Officer Order of the British Empire, 17 lipca 1919)
- Gwiazda 1914–15
- Medal Wojenny Brytyjski
- Medal Zwycięstwa
- Gwiazda za Wojnę 1939–1945
- Gwiazda Atlantyku
- Gwiazda Pacyfiku
- Medal Wojny 1939–1945
- Order Dannebroga (Dania)
- Krzyż Wielki Orderu Legii Honorowej (Grand Croix Légion d'honneur, Francja)
- Krzyż Wojenny (Croix de Guerre, Francja)
- Order Oranje-Nassau (19 stycznia 1943, Holandia)
- Krzyż Wielki Orderu św. Olafa (13 stycznia 1948, Norwegia)
- Medal Marynarki Wojennej za Wybitną Służbę (USA)
- Order Suworowa I klasy (29 lutego 1944, ZSRR)